# Natasha Arthy
Natasha Arthy (f. 23 maj 1969 i Gentofte) är en dansk filmregissör. Några av hennes mest kända verk är mini-tv-serien Container Conrad (Filmåret 1995), Y's Fantom Farmor (Filmåret 1996), Drengen de kaldte Kylling (Filmåret 1997), Mirakel (2000) och Se till vänster, där går en svensk (2003). I och med den sistnämnda blev Arthy en av få kvinnliga dogmaregissörerna.
I mars 2007 avslutade Arthy tagningarna till hennes nya film med arbetsnamnet Aicha producerad av Nimbus Film. Den färdiga filmen som kom att heta Fighter blev en stor succé. Det är en action- och ungdomsfilm om Kung fu och om att vara muslim i ett kristet land.